# ГЕС Мазар
Мазар - гребля і ГЕС у центральному Еквадорі, провінції Каньяр, на річці Пауте (Ріо Пауте) неподалік її впадіння в річку Мазар. Побудована ГЕС має потужність 190 МВт. ГЕС в 2003 році передана у концесію на 50 років Compañía de Generacion Hidroelectrica de Hidropaute S. A. Розташована безпосередньо перед греблею ГЕС Амалуса в рамках проєкту Амалуса-Моліно.
Гребля має 165 м заввишки, 310 м завдовжки, має насипний об'єм - 6,6 млн м³, Гребля має на меті не тільки вироблення електроенергії, але й попередження замулювання і рівномірне постачання водою ГЕС Амалуса. Будівництво розпочалося в 2004 році, в 2010 році відбулося відкриття
Робочий об'єм водосховища — 309×{\displaystyle 10^{6}} m³, корисний об'єм — 410×{\displaystyle 10^{6}} m³, площа — 4,388 km², максимальна довжина — 31 km.

## Історія
Річка Пауте розташована в гірській місцевості на півдні Еквадору. Починаючи з 1970-х років реалізується проєкт для використання гідроенергетичного потенціалу річки. У 1976 році почалося будівництво першої греблі - ГЕС Амалуса. Гребля Мазар стала другою з чотирьох гребель, що має бути побудовано у відповідно до проєкту. Витрати на будівництво склали 600 мільйонів доларів США . Будівництво почалося в березні 2005 року. У лютому 2011 року ГЕС урочисто відкрив еквадорський президент Рафаель Корреа. У тому ж році, розпочато будівництво третьої ГЕС каскаду - ГЕС Сопладора - будівництво якої було завершено в 2016 році.